# Verpakkingsgas
Verpakkingsgas is een gas (met uitzondering van lucht) dat aan verpakkingen van levensmiddelen wordt toegevoegd, veelal met de intentie de houdbaarheid te verhogen.
Wordt voedsel aan de buitenlucht blootgesteld dan treedt oxidatie op; het gaat schimmelen en vergaat. Dit chemische proces is te vertragen door het percentage reactieve stof in de lucht, de zuurstof, te verlagen en het te vervangen door een ander, meestal chemisch inert gas. De door de Europese Unie goedgekeurde verpakkingsgassen zijn in de E-nummers opgenomen in de reeks E938-E948. Ook kan het voorkomen dat voedsel onder druk verpakt wordt met een drijfgas, bijvoorbeeld in spuitbussen.
Krachtens richtlijn Richtlijn 94/54/EG van de Europese Commissie van 18 november 1994 (betreffende de vermelding op het etiket van bepaalde levensmiddelen van andere gegevens dan die waarin Richtlijn 79/112/EEG van de Raad voorziet) moet op het etiket van levensmiddelen het gebruik van verpakkingsgassen worden vermeld. Veelal staat dan op de verpakking vermeld: 'verpakt onder beschermende atmosfeer'.

## Overzicht
Een overzicht van verpakkingsgassen:
| E-Nummer | Naam                          | Technologische betekenis                                                                                                   | Toxicologische waardering |
| -------- | ----------------------------- | --- | --- |
| E290     | Koolstofdioxide (koolzuurgas) | Kooldioxide wordt gebruikt als verpakkingsgas, drijfgas en conserveermiddel.                                               | Het anhydride van koolzuur maakt deel uit van de lucht.                                                                                   |
| E938     | Argon                         | Een edelgas en als zodanig chemisch niet reactief.                                                                         | Er zijn geen reactieprocessen met levensmiddelenbestanddelen te verwachten. Edelgassen komen in zeer lage concentraties voor in de lucht. |
| E939     | Helium                        | Een edelgas en chemisch gezien zeer reactie-arm.                                                                           | Er zijn geen reactieprocessen met levensmiddelenbestanddelen te verwachten. In zeer lage concentraties komen ze voor in de lucht.         |
| E941     | Stikstof                      | Het verpakkings- en drijfgas is heel reactie-arm.                                                                          | Het vormt het hoofdbestanddeel van de lucht.                                                                                              |
| E942     | Distikstofoxide (lachgas)     | Wegens het lage kookpunt van lachgas is het veelgebruikt als vervanging voor de klassieke drijfgassen frigenen en freonen. | Ook gebruikt als verdovingsmiddel. |
| E943a    | Butaan                        | Drijfgas, bij kamertemperatuur is butaan een brandbaar gas.                                                                | |
| E943b    | Isobutaan                     | Drijfgas. | |
| E944     | Propaan                       | Drijfgas, bij kamertemperatuur is propaan een brandbaar gas.                                                               | |
| E948     | Zuurstof                      | Wegens de corrosieve werking is zuurstof van minder belang, het mag echter wel gebruikt worden.                            | Het is een sterk oxidatiemiddel, in de lucht is ca. 21% zuurstof aanwezig.                                                                |